# العاطفة في الصحراء (فلم)
العاطفة في الصحراء  (بالإنجليزية: Passion in the Desert) هو فيلم دراما تم إنتاجه في الولايات المتحدة وصدر في سنة 1998.

## الميزانية والإيرادات
حقق أرباحا تقدر بـ Domestic: 249,682 دولار.

## وصلات خارجية
- مقالات تستعمل روابط فنية بلا صلة مع ويكي بيانات

1. ↑  "معلومات عن العاطفة في الصحراء (فيلم) على موقع iszdb.hu". iszdb.hu. مؤرشف من الأصل في 2019-12-11.
2. ↑  "معلومات عن العاطفة في الصحراء (فيلم) على موقع tcm.turner.com". tcm.turner.com. مؤرشف من الأصل في 2019-12-11.
3. ↑  "معلومات عن العاطفة في الصحراء (فيلم) على موقع imdb.com". imdb.com. مؤرشف من الأصل في 2019-02-14.